# Тасбулат
Тасбулат — нефтегазоконденсатное месторождение в Мангыстауской области Республики Казахстан, находится в 90 км к юго-востоку от города Актау и в 60 км к западу от месторождения Узень.
Глубина залегания продуктивных горизонтов 1800-3200 м. Относится к Южно-Мангыстауская нефтегазоносная область.
Начальные пластовые давления по залежам 19,0-23,2 МПа, пластовая температура 83-103°С. Дебит нефти изменяется от 8 до 90 м³/сут, конденсата 28,8-38,4 м³/сут. Газонасыщенность пластовой нефти 152 м³/т.
Нефти по плотности лёгкие и средние (834—865 кг/м³), вязкие, малосернистые, высокопарафинистые (Ю-Х-Б — 36,6 %), смолистые (Ю-Н-А — 11,8 %). Содержание асфальтенов 1,35-2,3 %. Выход фракций до 300 °C достигает 46 %.
В составе газов, растворенных в нефти, преобладает метан (84 %), доля тяжелых углеводородов — 12,5-15 %, отмечается небольшое содержание азота и углекислого газа.
На 2002 год месторождение было законсервировано, его разработку планировала румынская компания «Тасбулат Ойл Корпорейшн».